# Rugby-Union-Südamerikameisterschaft 1991
Die Rugby-Union-Südamerikameisterschaft 1991 (spanisch Sudamericano de Rugby 1991) war die 17. Ausgabe der südamerikanischen Kontinentalmeisterschaft in der Sportart Rugby Union. Sie fand 1991 erstmals nicht in einem bestimmten Land statt, sondern in Stadien in allen Teilnehmerländern. Beteiligt waren die Nationalmannschaften von Argentinien, Brasilien, Chile, Paraguay und Uruguay. Den Titel gewann zum 16. Mal Argentinien.

## Tabelle
Für einen Sieg gab es zwei Punkte, für ein Unentschieden einen Punkt, bei einer Niederlage null Punkte.
|    | Land        | Spiele | Siege | Unent. | Ndlg. | Spiel- punkte | Diff. | Tabellen- punkte |
| -- | ----------- | ------ | ----- | ------ | ----- | ------------- | ----- | ---------------- |
| 1. | Argentinien | 4      | 4     | 0      | 0     | 194:31        | + 163 | 8                |
| 2. | Uruguay     | 4      | 3     | 0      | 1     | 109:70        | + 39  | 6                |
| 3. | Chile       | 4      | 2     | 0      | 2     | 72:109        | − 37  | 4                |
| 4. | Paraguay    | 4      | 1     | 0      | 3     | 74:97         | − 23  | 2                |
| 5. | Brasilien   | 4      | 0     | 0      | 4     | 35:177        | − 142 | 0                |

## Ergebnisse
Punktesystem: 4 Punkte für einen Versuch, 2 Punkte für eine Erhöhung, 3 Punkte für einen Straftritt, 3 Punkte für ein Dropgoal
| 15. August 1991 | Chile                 | 6 : 41  | Argentinien | Prince of Wales Country Club, Santiago de Chile Schiedsrichter: Eduardo Blengio (Uruguay) |
| 15. August 1991 | Straftritte: Gili (2) | Bericht | Versuche: Camardón Cuesta (2) Santamarina Terán (2) Erhöhungen: Mesón (4) Straftritte: Mesón Dropgoals: Arbizu (2) | Prince of Wales Country Club, Santiago de Chile Schiedsrichter: Eduardo Blengio (Uruguay) |

| 17. August 1991 | Uruguay                                                                                   | 29 : 13        | Paraguay                            | Carrasco Polo Club, Montevideo Schiedsrichter: Marcelo Mariano |
| 17. August 1991 | Versuche: Calandra Saenz Sciarra (2) Silveira Erhöhungen: Nicola (3) Straftritte: Sciarra | (10:7) Bericht | Versuche: Lird Straftritte: Cabrera | Carrasco Polo Club, Montevideo Schiedsrichter: Marcelo Mariano |

| 19. August 1991 | Chile | 25 : 18 | Paraguay | Prince of Wales Country Club, Santiago de Chile |
| 19. August 1991 |       |         |          | Prince of Wales Country Club, Santiago de Chile |

| 21. August 1991 | Chile | 23 : 16 | Brasilien | Prince of Wales Country Club, Santiago de Chile |
| 21. August 1991 |       |         |           | Prince of Wales Country Club, Santiago de Chile |

| 7. September 1991 | Brasilien | 0 : 34 | Paraguay | São Paulo Athletic Club, São Paulo |
| 7. September 1991 |           |        |          | São Paulo Athletic Club, São Paulo |

| 8. September 1991 | Chile                                                          | 18 : 34        | Uruguay | Prince of Wales Country Club, Santiago de Chile Schiedsrichter: Enrique Cazenave (Argentinien) |
| 8. September 1991 | Versuche: Pinto (2) Erhöhungen: Gili (2) Straftritte: Gili (2) | (0:15) Bericht | Versuche: Calandra Cat Nicola Ormaechea Erhöhungen: Nicola (3) Straftritte: Nicola Dropgoals: Cat (2) Ubilla | Prince of Wales Country Club, Santiago de Chile Schiedsrichter: Enrique Cazenave (Argentinien) |

| 21. September 1991 | Argentinien                                                                        | 32 : 9         | Uruguay                                                  | La Catedral (CASI), Buenos Aires Schiedsrichter: Miguel Mugica (Chile) |
| 21. September 1991 | Versuche: Buabse Damioli Salvat (2) Erhöhungen: Méndez (2) Straftritte: Méndez (4) | (10:3) Bericht | Versuche: Sciarra Erhöhungen: Nicola Straftritte: Ubilla | La Catedral (CASI), Buenos Aires Schiedsrichter: Miguel Mugica (Chile) |

| 28. September 1991 | Uruguay | 37 : 7 | Brasilien | Old Christians Club, Montevideo |
| 28. September 1991 | Bericht |        |           | Old Christians Club, Montevideo |

| 28. September 1991 | Paraguay                                                  | 20 : 37 | Argentinien                                                                                         | Colegio San Jose, Asunción Schiedsrichter: Alvarenga |
| 28. September 1991 | Versuche: Green Núñez Straftritte: Green (2) Matiauda (2) | Bericht | Versuche: Damioli Garzón Herrera Pittinari Rossi (2) Erhöhungen: Méndez (2) Straftritte: Méndez (3) | Colegio San Jose, Asunción Schiedsrichter: Alvarenga |

| 1. Oktober 1991 | Argentinien | 84 : 6  | Brasilien               | Belgrano Athletic Club, Córdoba Schiedsrichter: Eduardo Blengio (Uruguay) |
| 1. Oktober 1991 | Versuche: Buabse Etchegoyen (2) Garzón Marguery (2) Mendy (4) Rocca Rossi Tolomei (4) Strafversuch Erhöhungen: Méndez (8) | Bericht | Straftritte: Segato (2) | Belgrano Athletic Club, Córdoba Schiedsrichter: Eduardo Blengio (Uruguay) |